# Manual Kant
Manual Kant ist eine deutsche Punkrock-Band aus Landshut, deren Mitglieder heute zeitweise in Berlin wohnen.

## Geschichte
Manual Kant wurde 2005 von Malte Borgmann, Andi Mezger und Maximilian Sonnauer gegründet; kurz darauf stieß Christian Auer als Gitarrist hinzu. Den Namen gab sich die Band, da der US-amerikanische Austauschschüler Johnny Brubaker, der kurzfristig mit in der Band spielte, Immanuel Kant wie „manual cunt“ aussprach.
2007 gewann Manual Kant den Landshuter Musikwettbewerb „Rock in der Villa“. Nachdem 2008 ein Gitarrist und der Schlagzeuger wechselten, veröffentlichte Manual Kant im Sommer 2010 die Demo-CD Walter Frosch Demo. Im Dezember 2011 erschien die Singleauskopplung Die Aschfahlen Mädchen. Im Februar 2012 veröffentlichte die Band das Debütalbum Applaus und war kurz darauf unter anderem in der zehnten Staffel von on3-Startrampe zu sehen, wo sie als Sieger des Publikumspreises einen Auftritt beim Rock-im-Park-Festival Anfang Juni 2012 gewannen. Ebenfalls 2012 wurde die Band von on3 für den New Music Award nominiert und spielte im Finale des Wettbewerbs. Im Herbst 2012 firmierte Manual Kant als Tour-Support für die ebenfalls aus der Nähe von Landshut stammende Band Frittenbude und auch als Vorband von Madsen. Im Dezember 2012 erschien das Album EP 2012. Manual Kant stellte die Songs wieder zum freien Download bei Soundcloud ein und wies auf der Facebook-Seite die Fans an: „Saugt und spreadet! Wie eine Professionelle mit Herpes!“.
Nach den Erfolgen im Jahr 2012 stand kurzfristig die Auflösung der Band im Raum, nachdem die beiden Gitarristen Staudinger und Auer die Band verließen. Kurz darauf stieß Franz Sonnauer, ehemals Schlagzeuger der Landshuter Rockband Against the grain und auch ehemaliger Gitarrist von Pink Plastic Jesus, hinzu.

## Trivia
Malte Borgmann, Frontmann der Band, ist seit März 2010 Mitarbeiter bei jetzt.de. Maximilian Sonnauer, ehemaliger Gitarrist, studiert Soziologie an der Ludwig-Maximilians-Universität München. Christian Auer, danach ebenfalls Gitarrist der Band, studiert an der Hochschule für Technik und Wirtschaft Berlin.

Besetzung 2017
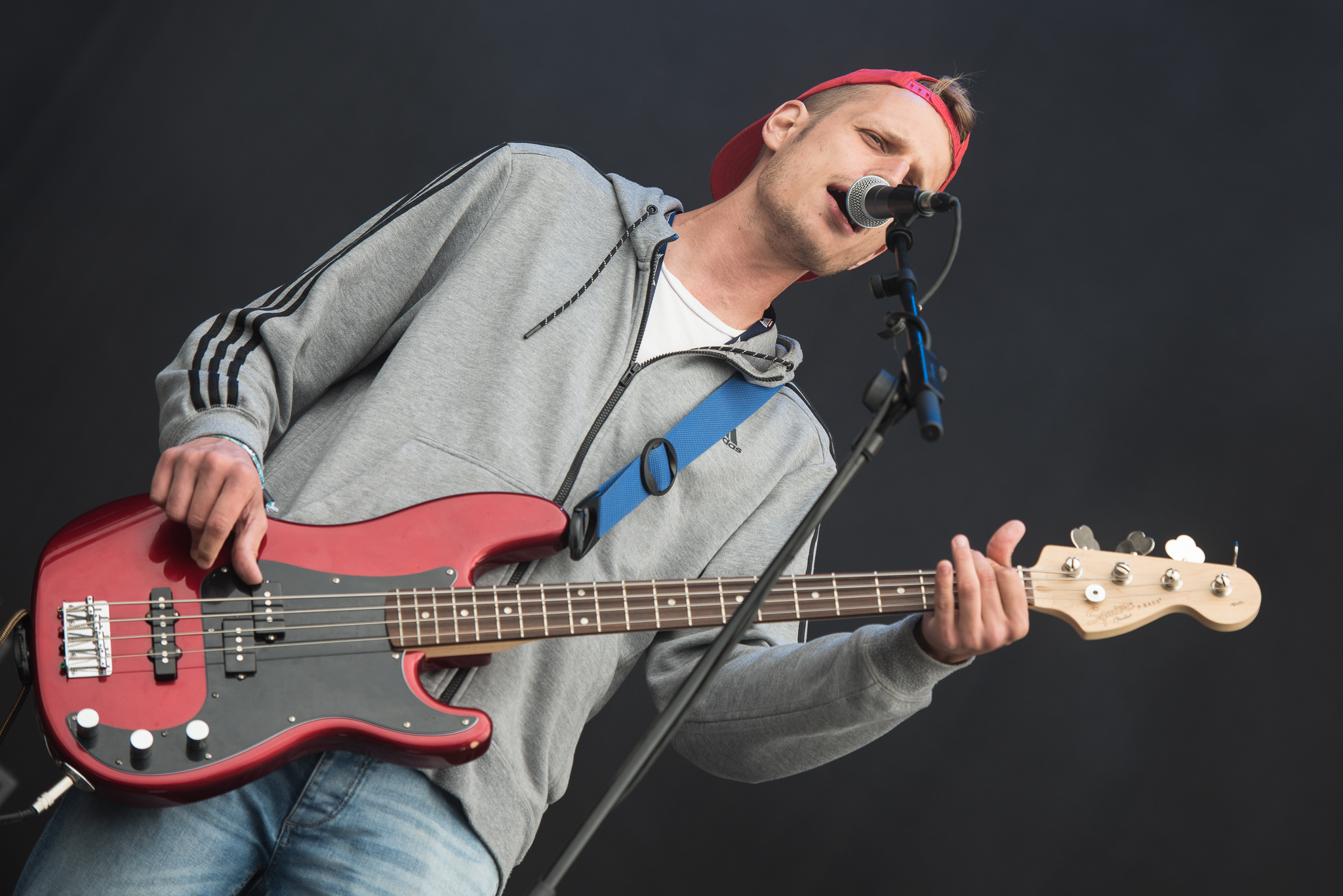
Malte „Mel“ Borgmann
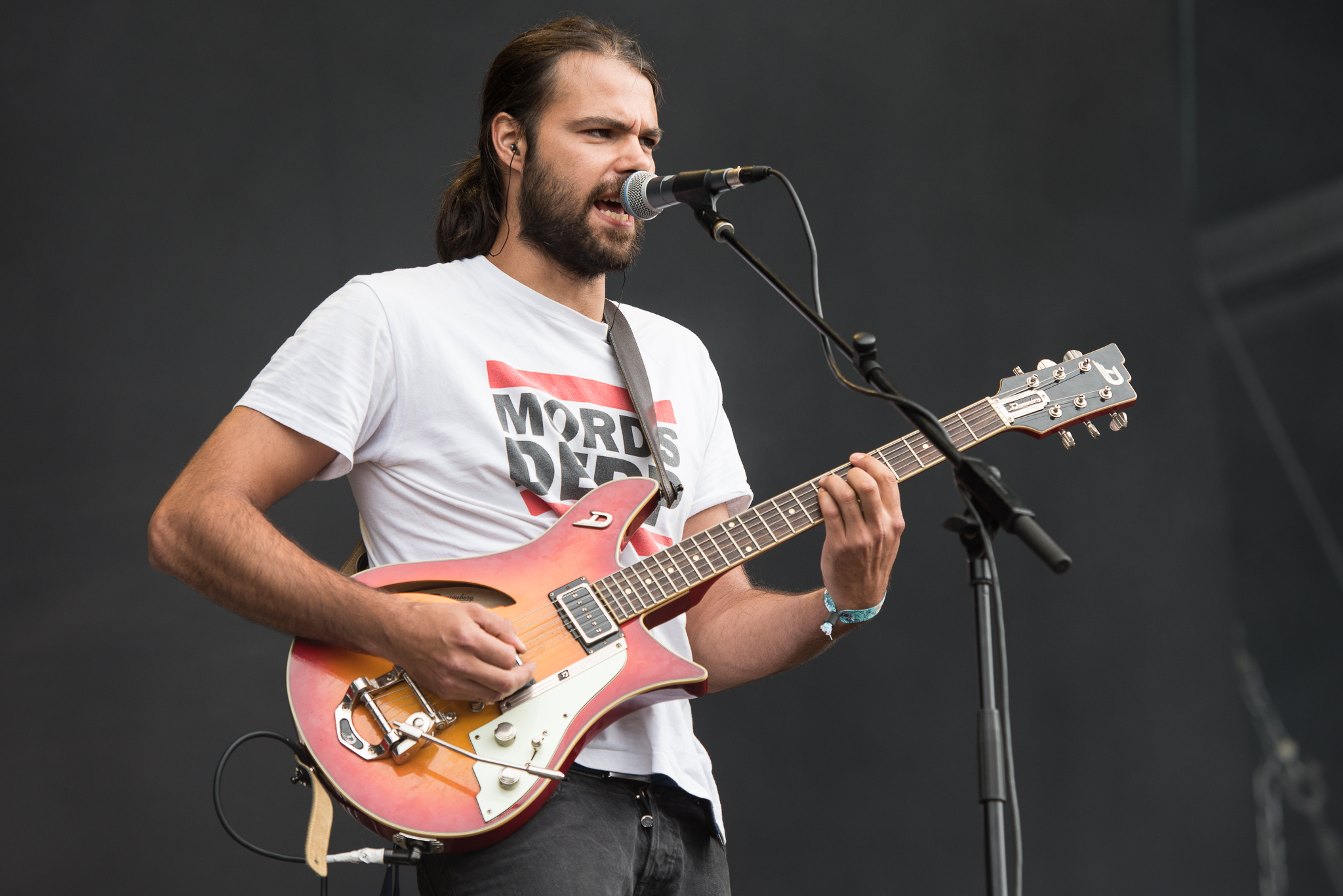
Franz Sonnauer
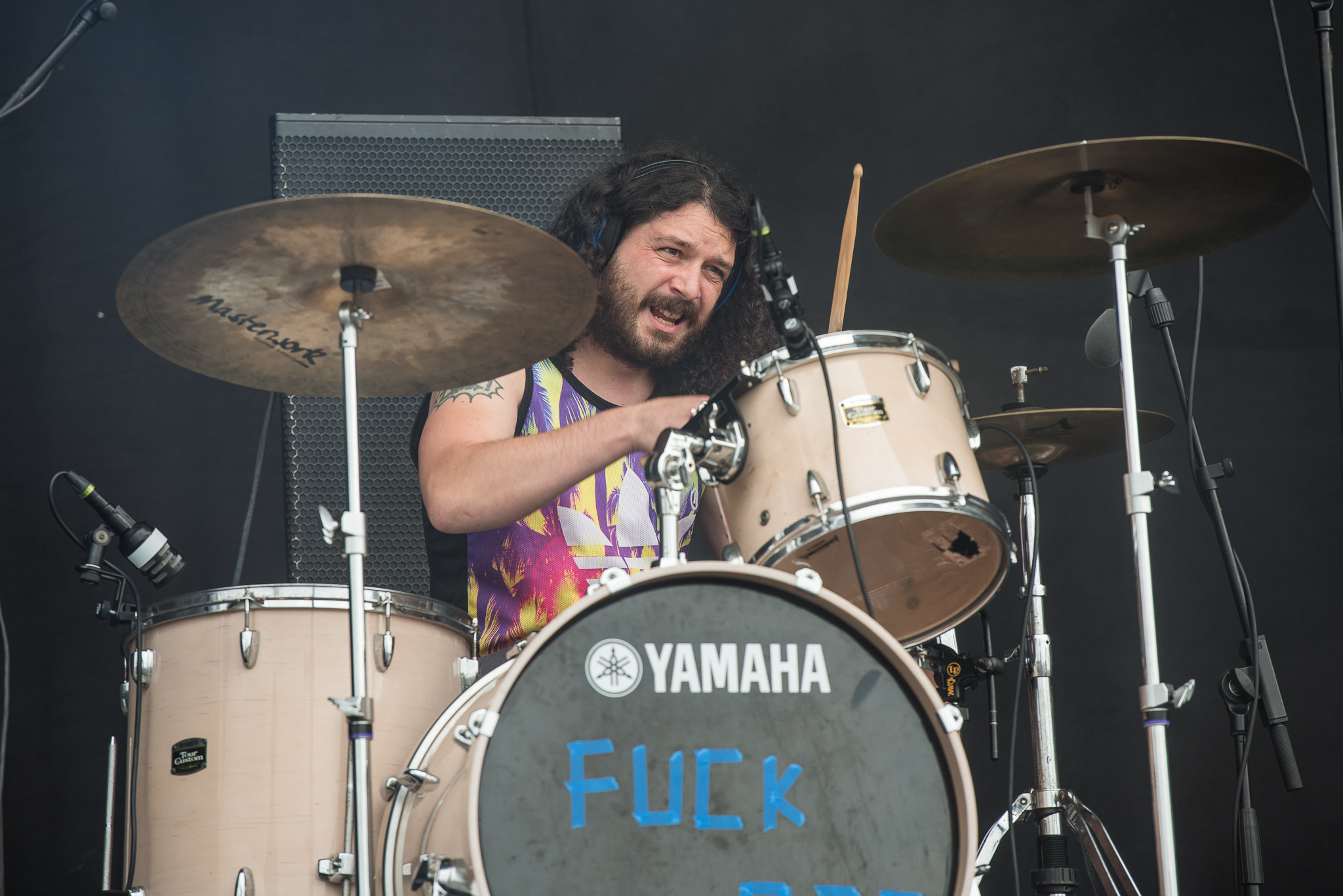
Simon Gürster

## Diskografie

### Alben
- 2010: Walter Frosch Demo (Demo-CD)
- 2012: Applaus (Richard Mohlmann Records)

### EPs
- 2012: EP 2012
- 2019: Kants Not Dead

### Singles
- 2007: Herz auf die Bombe (Eigenveröffentlichung)
- 2011: Die aschfahlen Mädchen (Richard Mohlmann Records)